# پادشاهان ارسکینویل
پادشاهان ارسکینویل (به انگلیسی: Erskineville Kings) یک فیلم درام استرالیایی به کارگردانی الن وایت، محصول سال ۱۹۹۹ است. هیو جکمن برای ایفای نقش در این فیلم برندهٔ جایزه محفل منتقدان فیلم استرالیا شد.